# Hébécrevon
Hébécrevon és un municipi francès situat al departament de la Manche i a la regió de Normandia. L'any 2007 tenia 1.098 habitants.

## Demografia

### Població
El 2007 la població de fet de Hébécrevon era de 1.098 persones. Hi havia 412 famílies de les quals 80 eren unipersonals (20 homes vivint sols i 60 dones vivint soles), 148 parelles sense fills, 172 parelles amb fills i 12 famílies monoparentals amb fills.
La població ha evolucionat segons el següent gràfic:
Habitants censats

### Habitatges
El 2007 hi havia 440 habitatges, 415 eren l'habitatge principal de la família, 13 eren segones residències i 12 estaven desocupats. 426 eren cases i 14 eren apartaments. Dels 415 habitatges principals, 312 estaven ocupats pels seus propietaris i 103 estaven llogats i ocupats pels llogaters; 7 tenien dues cambres, 51 en tenien tres, 85 en tenien quatre i 272 en tenien cinc o més. 382 habitatges disposaven pel capbaix d'una plaça de pàrquing. A 156 habitatges hi havia un automòbil i a 240 n'hi havia dos o més.

### Piràmide de població
La piràmide de població per edats i sexe el 2009 era:
| Homes | Edats   | Dones |
| ----- | ------- | ----- |
| 0     | 95 o +  | 4     |
| 4     | 90 a 94 | 0     |
| 4     | 85 a 89 | 4     |
| 0     | 80 a 84 | 8     |
| 12    | 75 a 79 | 12    |
| 4     | 70 a 74 | 8     |
| 24    | 65 a 69 | 24    |
| 12    | 60 a 64 | 24    |
| 32    | 55 a 59 | 24    |
| 32    | 50 a 54 | 36    |
| 36    | 45 a 49 | 60    |
| 56    | 40 a 44 | 44    |
| 44    | 35 a 39 | 32    |
| 36    | 30 a 34 | 40    |
| 12    | 25 a 29 | 24    |
| 44    | 20 a 24 | 20    |
| 56    | 15 a 19 | 28    |
| 40    | 10 a 14 | 28    |
| 24    | 5 a 9   | 32    |
| 32    | 0 a 4   | 20    |

## Economia
El 2007 la població en edat de treballar era de 735 persones, 556 eren actives i 179 eren inactives. De les 556 persones actives 536 estaven ocupades (288 homes i 248 dones) i 20 estaven aturades (7 homes i 13 dones). De les 179 persones inactives 77 estaven jubilades, 61 estaven estudiant i 41 estaven classificades com a «altres inactius».

### Ingressos
El 2009 a Hébécrevon hi havia 428 unitats fiscals que integraven 1.130 persones, la mediana anual d'ingressos fiscals per persona era de 17.451 €.

### Activitats econòmiques
Dels 43 establiments que hi havia el 2007, 1 era d'una empresa extractiva, 1 d'una empresa alimentària, 1 d'una empresa de fabricació de material elèctric, 1 d'una empresa de fabricació d'elements pel transport, 2 d'empreses de fabricació d'altres productes industrials, 10 d'empreses de construcció, 8 d'empreses de comerç i reparació d'automòbils, 2 d'empreses d'hostatgeria i restauració, 1 d'una empresa financera, 1 d'una empresa immobiliària, 7 d'empreses de serveis, 6 d'entitats de l'administració pública i 2 d'empreses classificades com a «altres activitats de serveis».
Dels 9 establiments de servei als particulars que hi havia el 2009, 1 era un taller de reparació d'automòbils i de material agrícola, 1 paleta, 1 guixaire pintor, 1 fusteria, 1 lampisteria, 3 electricistes i 1 perruqueria.
Dels 4 establiments comercials que hi havia el 2009, 1 era una botiga de més de 120 m², 1 una botiga de menys de 120 m², 1 una fleca i 1 una llibreria.
L'any 2000 a Hébécrevon hi havia 38 explotacions agrícoles que ocupaven un total de 1.188 hectàrees.

## Equipaments sanitaris i escolars
El 2009 hi havia 1 psiquiàtric i 1 farmàcia.
El 2009 hi havia una escola elemental.

## Poblacions més properes
El següent diagrama mostra les poblacions més properes.